# Institut sous-régional multisectoriel de technologie appliquée, de planification et d'évaluation de projets
L'Institut sous-régional multisectoriel de technologie appliquée, de planification et d'évaluation de projets (ou ISTA) est une institution spécialisée de la Communauté économique et monétaire de l'Afrique centrale.

## Historique
L'ISTA a été fondé le 19 décembre 1980 par l'Union douanière et économique de l'Afrique centrale (UDEAC) et son siège est situé à Libreville, au Gabon.
Depuis décembre 2012, le directeur général de l'ISTA est Pablo Bee Tung Mba (il était directeur général adjoint depuis 2006).

## Missions
En tant qu'institution spécialisée de la CEMAC, l'ISTA a pour objectif de renforcer les compétences des six États membres afin de leur permettre de mieux contrôler leurs projets de développement socioéconomique.
Pour ce faire, l'ISTA s'est vu confier les missions suivantes : 
- la formation universitaire
- la réalisation des études de projets de développement
- la promotion des opérations industrielles

Les formations dispensées par l'ISTA s'adressent aussi bien à des étudiants qu'à des cadres du secteur public ou privé.

## Partenaires
L'ISTA dispose de partenariats avec les institutions suivantes : 
- Université Omar-Bongo
- Université nationale de Guinée équatoriale
- Université du Québec à Montréal
- Conseil africain et malgache pour l'enseignement supérieur
- Commission économique pour l'Afrique